# 戀愛遊戲
戀愛遊戲是指以戀愛為主題的遊戲，主要內容是關於遊戲虛擬角色的戀愛故事。大部分戀愛遊戲都是在日本製作，但亦有其他東亞地區的製作，例如香港的《To New》。其中一些戀愛遊戲包含情色的內容，這些會被歸類到成人遊戲（アダルトゲーム）。

## 歷史
雛型首見於1989年發行的《CANCAN BUNNY》。
1992年發行的《同級生》確立了戀愛遊戲的基本形式。在典型的戀愛遊戲裡，玩者操縱一個被女性角色包圍的男性主角。遊戲玩法通常為與女性角色交談（透過選擇的形式）以增加該角色對主角的「好感度」。這類遊戲通常會有一段固定的時間（指遊戲內的時間），例如1個月或3年。當遊戲完結時，會根據「好感度」和遊戲內發生的特定「事件」來決定遊戲的結局。比起其他遊戲，這種遊戲通常有更大的重玩性，因為玩者可以每次專注於一個角色來嘗試取得不同的結局。
《同級生》確立了戀愛遊戲的基本形式，卻也導致社會產生「戀愛遊戲＝十八禁遊戲」的刻板印象。1994年發行的《心跳回憶》是全球第一套全年齡取向（也就是不設定玩家的年齡限制）的戀愛遊戲，完全沒有色情內容，率先破除了「戀愛遊戲＝十八禁遊戲」的刻板印象。1998年發行的《青澀之戀》同樣是全年齡取向的戀愛遊戲，首創設定女主角散居各地，與《心跳回憶》並列為全年齡取向戀愛遊戲的代表作品。
最常見的戀愛遊戲故事背景設定為高校愛情故事；但亦有其他類型的故事背景設定，例如以科幻故事作為背景設定。

## 種類區分
戀愛遊戲依據特定消費族群或是玩家扮演角色的性別和性取向的不同又可分成以下遊戲。

### 美少女遊戲
美少女遊戲（美少女ゲーム）主要是針對男性玩家而設計的男性向戀愛遊戲。

### 乙女遊戲
乙女遊戲（乙女ゲーム）主要是針對女性玩家而設計的女性向戀愛遊戲，最早作品是由光榮在1994年發售的《安琪莉可》。

### BL遊戲
BL遊戲（ボーイズラブゲーム、BLゲーム）主要是針對玩家的性取向或是喜好而設計的戀愛遊戲。

### 百合遊戲
百合遊戲（百合ゲーム）和BL遊戲一樣，主要是針對玩家的性取向或是喜好而設計的戀愛遊戲。